# Emil Toudal
Emil Toudal (* 28. Mai 1996 in Rønne) ist ein dänischer Radrennfahrer.

## Sportlicher Werdegang
Mit dem Wechsel in die U23 wurde Toudal zur Saison 2015 Mitglied im damaligen UCI Continental Team Almeborg-Bornholm Im siebten Jahr für das Team erzielte er seinen ersten Erfolg bei einem UCI-Rennen, als er die vierte Etappe der Alpes Isère Tour als Solist gewann. In der Saison 2022 folgte der zweite Erfolg auf der UCI Europe Tour mit dem Gewinn der letzten Etappe der Griechenland-Rundfahrt.
Nach acht Jahren beim Team aus Bornholm wechselte Toudal zur Saison zum dänischen Konkurrenten Team Coop-Repsol. Nachdem er 2023 ohne zählbaren Erfolg geblieben war, sicherte er sich 2024 die Gesamtwertung der Tour du Loir-et-Cher.

## Erfolge
2021
- eine Etappe Alpes Isère Tour

2022
- eine Etappe Griechenland-Rundfahrt

2024
- Gesamtwertung Tour du Loir-et-Cher